# Eleanor de Clare

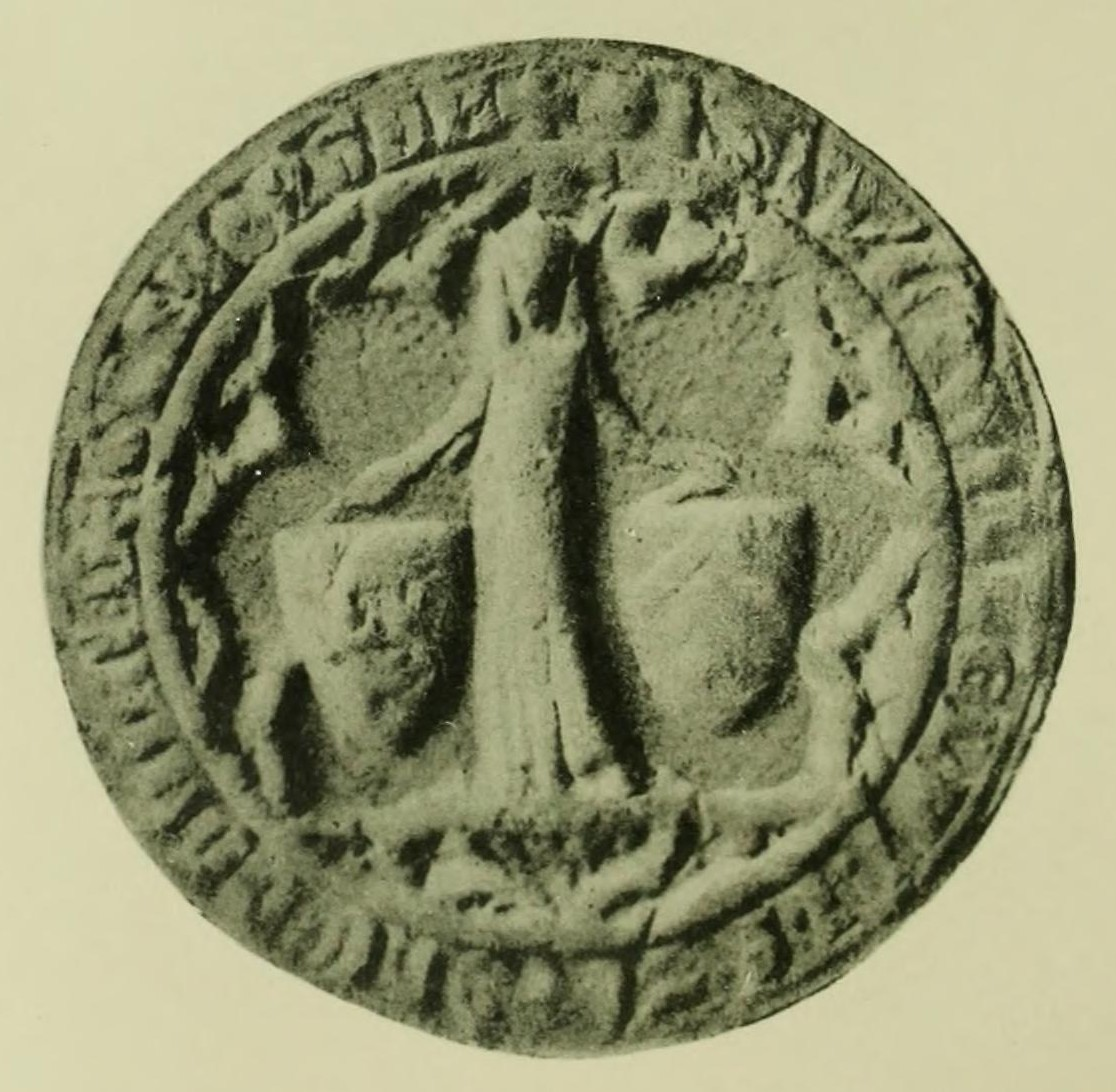
Siegel von Eleanor de Clare

Eleanor de Clare (* Oktober 1292; † 30. Juni 1337) war eine englische Adlige. Sie war die Ehefrau von Hugh le Despenser. Nach dem Tod ihres Bruders war sie eine der Erbinnen der Familie Clare.

## Herkunft und Jugend
Eleanor war die älteste Tochter von Gilbert de Clare, 6. Earl of Gloucester und Johanna, einer Tochter von König Eduard I. Ihr Vater war einer der reichsten und mächtigsten Adligen Englands, starb jedoch bereits 1295. Der König wies ihrer Mutter und ihren Kindern Bristol Castle als Wohnsitz zu, sie heiratete 1297 heimlich in zweiter Ehe Ralph de Monthermer.

## Leben

### Ehefrau von Hugh le Despenser
Eleanor heiratete am 26. Mai 1306 in Westminster Abbey Hugh le Despenser, der zu diesem Zeitpunkt nur ein junger Ritter und der Erbe eines kleinen Barons war. Der König schuldete Despensers Vater jedoch Geld, weshalb sein Sohn die Enkelin des Königs heiraten durfte. 1309 übergab der neue König Eduard II. Despenser das Gut Sutton in Norfolk. Eleanor war zu dieser Zeit häufig als Hofdame der Königin Isabella am Königshof und genoss die Gunst ihres Onkels, des Königs.
Nach dem Tod ihres Bruders Gilbert, der 1314 in der Schlacht von Bannockburn gefallen war und keine Nachkommen hinterlassen hatte, wurde 1317 der umfangreiche Besitz ihres Vaters zwischen ihr und ihren beiden Schwestern Margaret und Elizabeth aufgeteilt. Eleanor erhielt Tewkesbury als Zentrum der Honour of Gloucester sowie Glamorgan in den Welsh Marches. Daneben erhielt sie Rotherfield in Sussex, Güter in Devon und Somerset sowie ein Drittel der irischen Herrschaft Kilkenny. Gegenüber ihren beiden Schwestern wurde Eleanor von ihrem Onkel, dem König, bevorzugt. Er sorgte bis zu seinem Tod für ihren Lebensunterhalt, durch sie gewann ihr Mann wohl die Gunst des Königs und machte ab 1317 eine steile Karriere am Königshof. Er wurde 1318 Chamberlain of the Household und stieg rasch zu dessen neuem Favoriten auf. Er benutzte seine Stellung, um im Erbstreit mit seinen Schwägern Hugh de Audley und Roger Damory seinen Anteil am Erbe der Familie Clare zu vergrößern. Dies führte 1321 zu einer Rebellion der Barone, dem sogenannten Despenser War, an dem Audley und Damory teilnahmen. Der König konnte die Rebellion 1322 niederschlagen. Damory starb während der Rebellion, und Audley und Eleanors Schwestern verloren die Gunst des Königs. Eleanor und ihr Mann Despenser genossen dagegen weiter die Gunst des Königs, der zusammen mit seinem Günstling tyrannisch regierte. Wohl durch Intrigen von Hugh le Despenser verlor Königin Isabella nach November 1322 die Gunst ihres Ehemanns. Im Auftrag ihres Mannes überwachte Eleanor als Hofdame der Königin deren Haushalt. Sie diente auch als Spionin und beaufsichtigte den Briefverkehr der Königin. Als der König im März 1325 die Königin in einer diplomatischen Mission zu ihrem Bruder, den französischen König, nach Frankreich schickte, kehrte sie nicht mehr zu ihrem Mann zurück. Eleanor soll sich nun wie eine Königin am englischen Hof aufgeführt haben. Angeblich hatte der König mit ihr sogar ein Verhältnis, was aber als unwahrscheinlich gilt.

### Sturz und Gefangenschaft
Im Herbst 1326 landeten Königin Isabella und ihr Liebhaber Roger Mortimer mit einem Heer in England. Despenser und König Eduard II. flüchteten Anfang Oktober aus London, während Eleanor im Tower of London zurückblieb. Angesichts einer Revolte der Londoner musste sie jedoch am 15. Oktober den Tower übergeben. Der König und Despenser wurden im November auf der Flucht in Glamorgan gefangen genommen. Noch im selben Monat wurde Despenser hingerichtet, während der König Anfang 1327 abgesetzt und schließlich im September ermordet wurde. Auf Befehl der Königin wurde Eleanor am 17. November 1326 im Tower inhaftiert. Ihre fünf Töchter wurden von den Siegern in Frauenklöster abgeschoben.

### Ehefrau von William la Zouche
Königin Isabelle wollte Eleanor jedoch offenbar nicht dauerhaft bestrafen. Eleanors Tochter Isabel durfte zu ihrem Mann, dem Erben des Earl of Arundel zurückkehren, und ihre Tochter Elizabeth heiratete einen Sohn von Thomas de Berkeley, 3. Baron Berkeley, einem wichtigen Unterstützer von Roger Mortimer. Im April 1328 wurde Eleanor durch Parlamentsbeschluss aus der Gefangenschaft entlassen und erhielt ein Wittum, darunter Glamorgan, zugewiesen. Als reiche Witwe wurde sie Anfang 1329 in Hanley Castle in Worcestershire durch William la Zouche, 1. Baron Zouche of Mortimer entführt. Zouche war einst ein Gegner ihres Mannes gewesen und hatte 1327 die Belagerung von Caerphilly Castle geleitet, wo sich Eleanors Sohn Hugh le Despenser in der Obhut einer starken Garnison befand. Er heiratete Eleanor, ohne die erforderliche königliche Genehmigung einzuholen. Daraufhin ging Königin Isabella militärisch gegen Zouche vor und belagerte ihn ab Februar 1329 in Caerphilly Castle, während Eleanor gefangen genommen und erneut im Tower inhaftiert wurde, ehe sie nach Devizes Castle überführt wurde. Zouche musste sich schließlich im Mai 1329 ergeben. Eleanor kam im Januar 1330 wieder frei, doch sie sollten die unglaublich hohe Strafe von £ 50.000 zahlen, während Glamorgan unter königliche Verwaltung fiel, bis die Strafe bezahlt wurde. Nachdem die Herrschaft von Königin Isabella und Mortimer im selben Jahr durch den jungen König Eduard III. beendet wurde, bat Eleanor den König, die Strafzahlung zu reduzieren. Der König erließ ihr einen Teil und verzichtete scheinbar auch auf die weiteren Zahlungen, dazu übergab er ihr Anfang 1331 wieder Glamorgan.

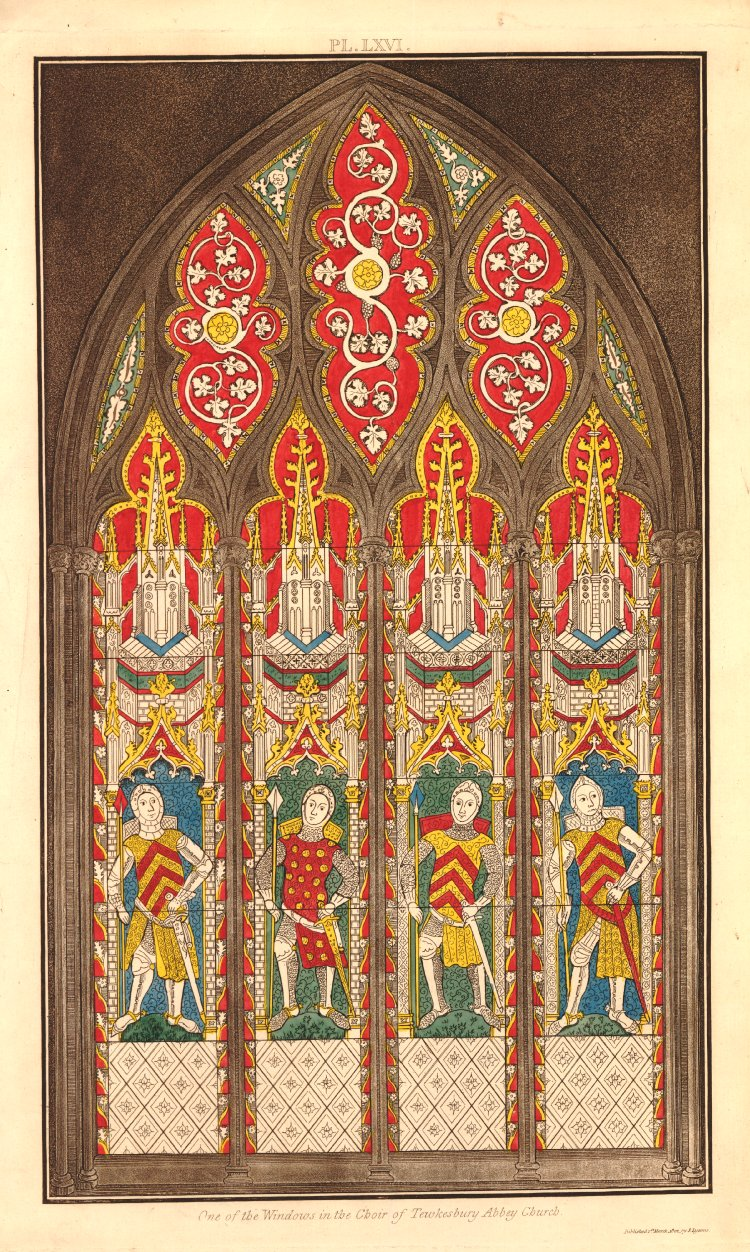
Fenster in Tewkesbury Abbey mit Porträts von Mitgliedern der Familie Clare, Zeichnung von 1802

Danach lebte Eleanor bis zu ihrem Tod zusammen mit ihrem Mann William la Zouche. Bis 1333 klagte John Grey, 1. Baron Grey of Rotherfield vergeblich, dass er sie vor William de la Zouche geheiratet hätte. Wo Eleanor begraben wurde, ist unbekannt, wahrscheinlich wurde sie in Tewkesbury Abbey beigesetzt. Eleanor hatte wie viele ihrer Vorfahren die Abtei gefördert. Nach dem Sturz von Königin Isabelle und Mortimer 1330 durfte sie die Überreste von Hugh le Despenser in einem prächtigen Grabmal in der Abteikirche beisetzen lassen. Sie stiftete für die Kirche die prächtigen Glasmalereien, die erst nach ihrem Tod um 1340 fertiggestellt wurden und auf denen zahlreiche Mitglieder der Familien Clare und Despenser abgebildet sind. Eine kleine kniende nackte Frau stellt vielleicht die Stifterin Eleanor dar, was jedoch nicht belegt werden kann.

## Nachkommen
Eleanor hatte aus beiden Ehen Kinder. Aus ihrer ersten Ehe mit Hugh le Despenser hatte sie mehrere Kinder, darunter:
- Elizabeth le Despencer († 1389) ⚭ Maurice de Berkeley, 4. Baron Berkeley
- Hugh le Despenser, 1. Baron le Despenser († 1349) ⚭ Elizabeth Montagu
- Edward le Despenser († 1342) ⚭ Anne de Ferrers
- Isabel le Despenser († 1375) ⚭ Richard FitzAlan, 10. Earl of Arundel
- Eleanor le Despenser (1315–1351), Nonne in Sempringham

Aus ihrer Ehe mit William de la Zouche hatte sie zwei Kinder:
- William
- Joyce ⚭ John de Botecourt